# Furudal
Furudal ist ein schwedischer Ort (tätort) in der historischen Provinz Dalarna und der Provinz Dalarnas län. Furudal gehört zur Gemeinde Rättvik und zum Kirchspiel Ore socken.
Der Länsväg 301 führt ebenso wie Bahnstrecke Orsa–Bollnäs durch den Ort, der zwischen Orsa und Edsbyn am Oreälven liegt.